# 風櫃溫王殿
風櫃溫王殿，原名靈德溫王殿，台灣澎湖縣廟宇，馬公市風櫃里（風櫃尾）公廟，主祀溫府王爺，乃由原流水亨通溫王殿遷奉而來。法師流派為「閭山派」。:60–62

## 沿革
「風櫃」古稱「風櫃尾」，位居澎南圓頂半島終端，聚落三面環海，東邊與嵵裡里接壤，隔海與媽宮內灣的媽宮港、西嶼和虎井嶼相望，南濱台灣海峽，風櫃尾聚落分作東甲、中甲和西甲三個甲頭，自清領時期以降屬嵵裡澳管轄。
風櫃靈德溫王殿建於民國54年（1965年），立廟時間不長，但其主祀神明溫府王爺遷入風櫃尾，相傳可追溯至明朝末年，來自金門的移民移居風櫃尾之時，便將溫王爺千歲信仰引入風櫃尾區域。
清領時期雍正年間，風櫃尾居民於聚落西南端（鄰近風櫃西港口處）搭建祭祀溫府王爺的廟宇，並將廟宇定名為「流水亨通溫王殿」，後來又增祀真武大帝、三官大帝、文衡聖帝等神祇，作為全風櫃尾最初的公廟。
民國54年（1965年），風櫃尾另行擇地於聚落南端起建新廟，定名為「靈德溫王殿」，亦將原供奉「流水亨通溫王殿」的神祇悉數移奉至新廟，其中包括主神溫王爺在內，原廟僅保留三官大帝的神像，後主神隨之更易，「流水亨通溫王殿」遂更名為「流水亨通三官廟」，而新建的「靈德溫王殿」便取代「流水亨通三官廟」成為風櫃尾全境的公廟，聚落的五營分布也因此重新調整。
靈德溫王殿建成三十餘年後廟身日益腐朽、樑柱月漸傾圯，風櫃尾里民乃發願重建，總計籌措新台幣一億元作為築建廟宇的經費，並擇定於民國86年（1997年）6月20日出火，同年10月22日未時開工，歷時五載寒暑，在民國90年（2001年）7月終告竣工。

## 盟軍桌
風櫃尾由於長期為軍事要地，自有文字紀錄以來，遭遇多場戰事，戰場陣亡的冤魂者亦多，包括荷蘭外籍士兵之外，尚有法國傭兵、日本海軍船員等皆埋葬於風櫃尾半島。居民為安撫外國軍馬、避免鬼魂騷擾，便延請溫府王爺來主持鎮魂，舉辦「盟軍桌」普渡活動已歷時百年餘。

## 圖輯

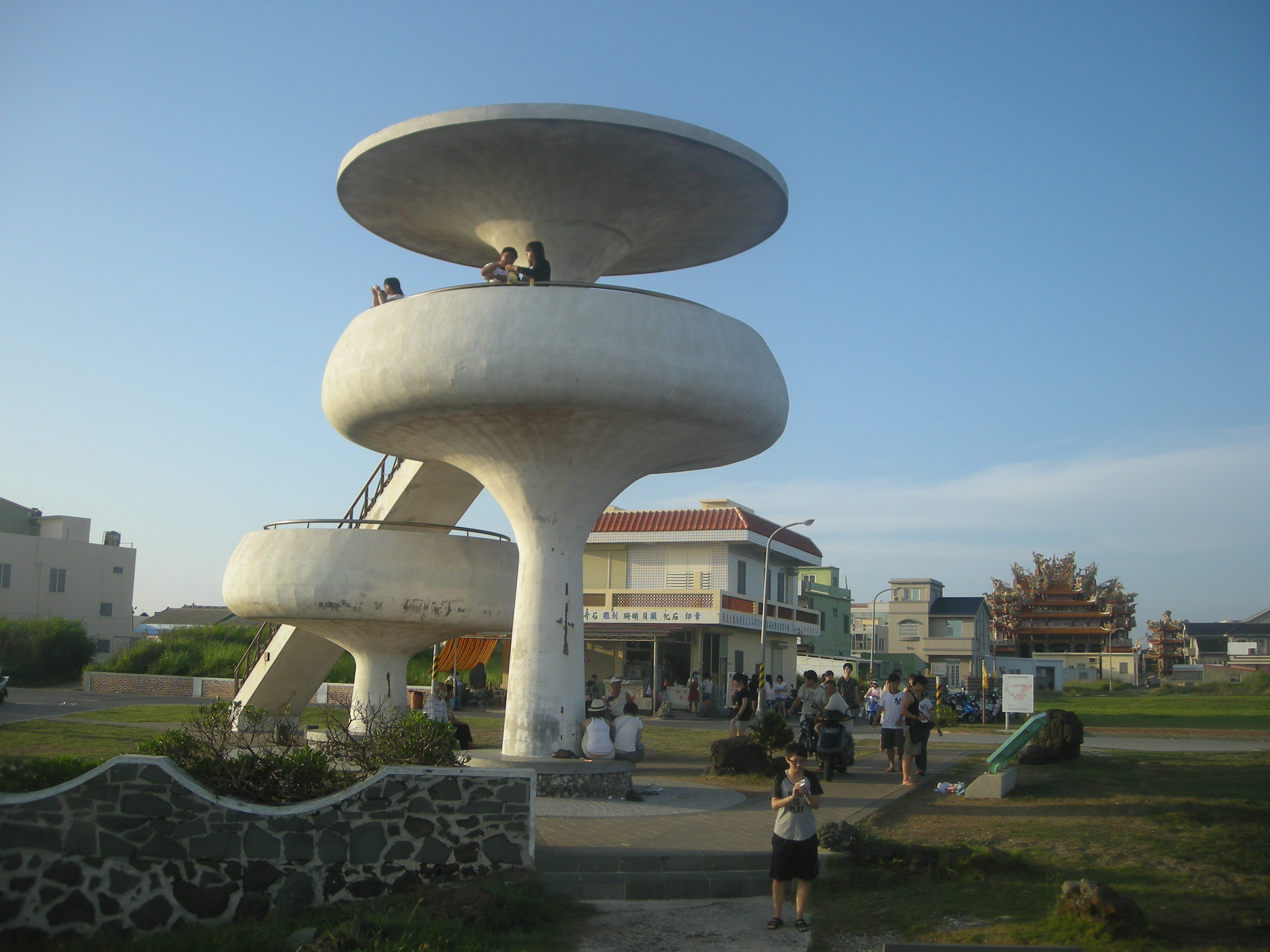
風櫃洞涼亭合景
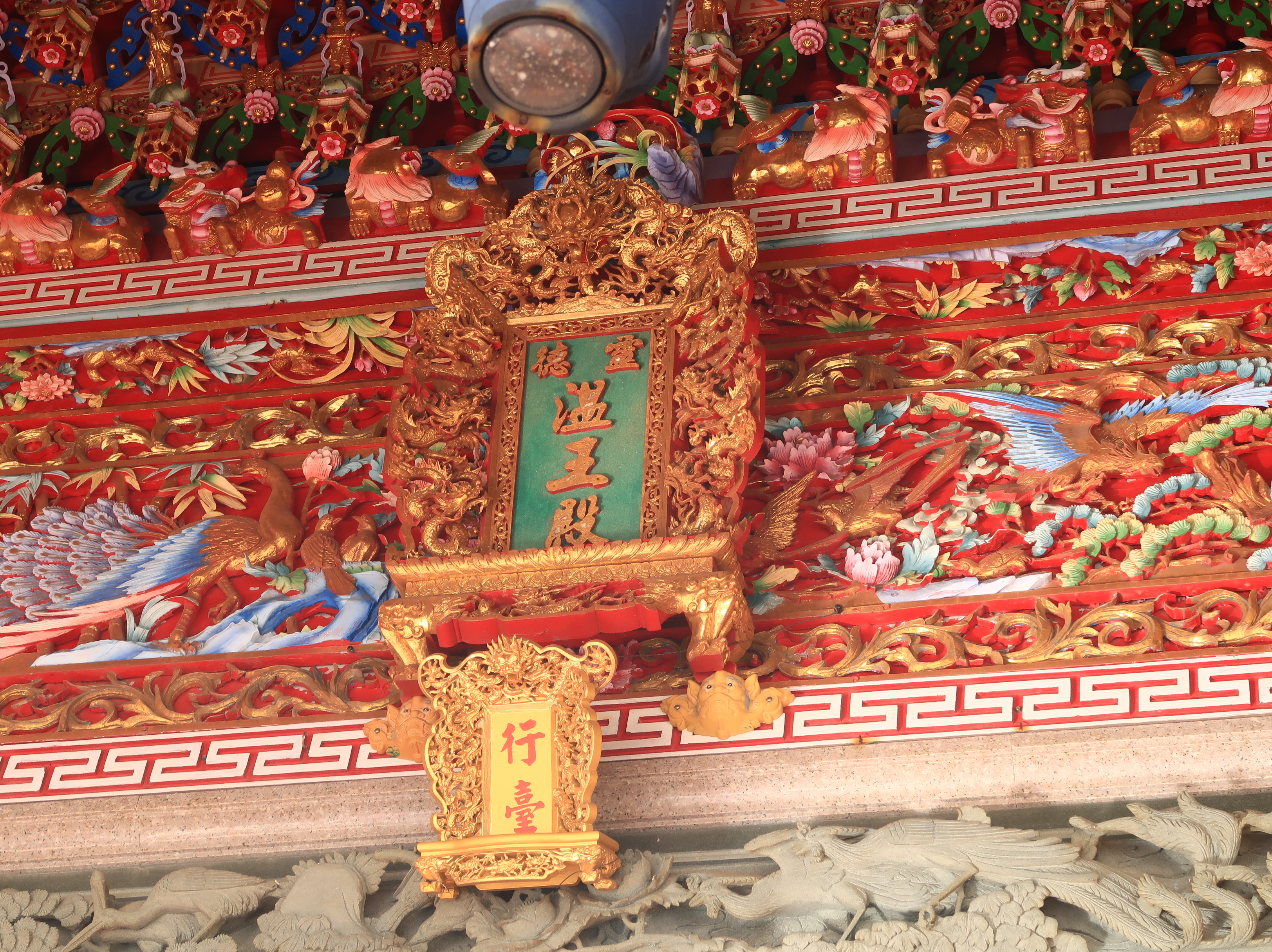
聖旨牌
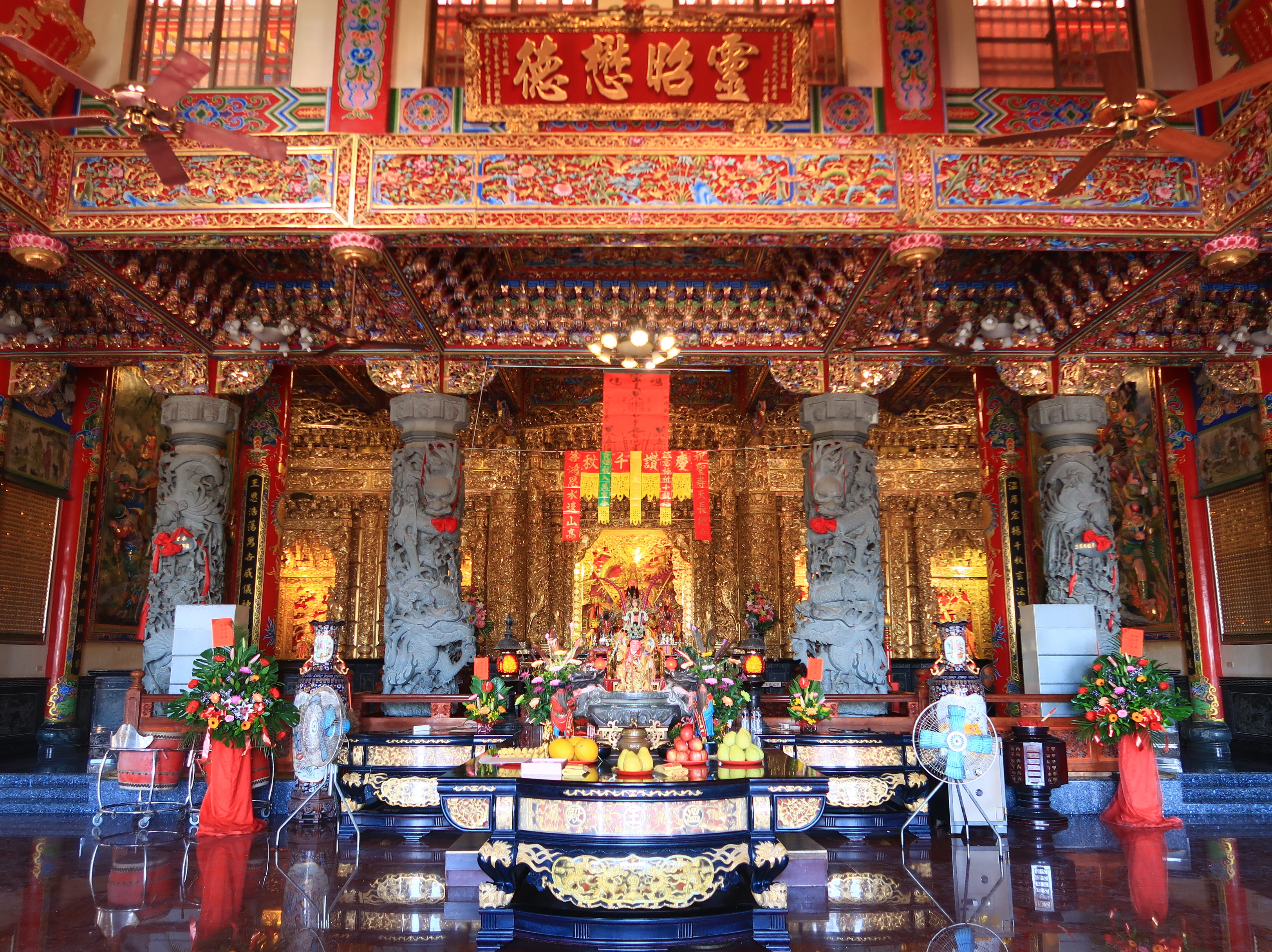
神明主廳
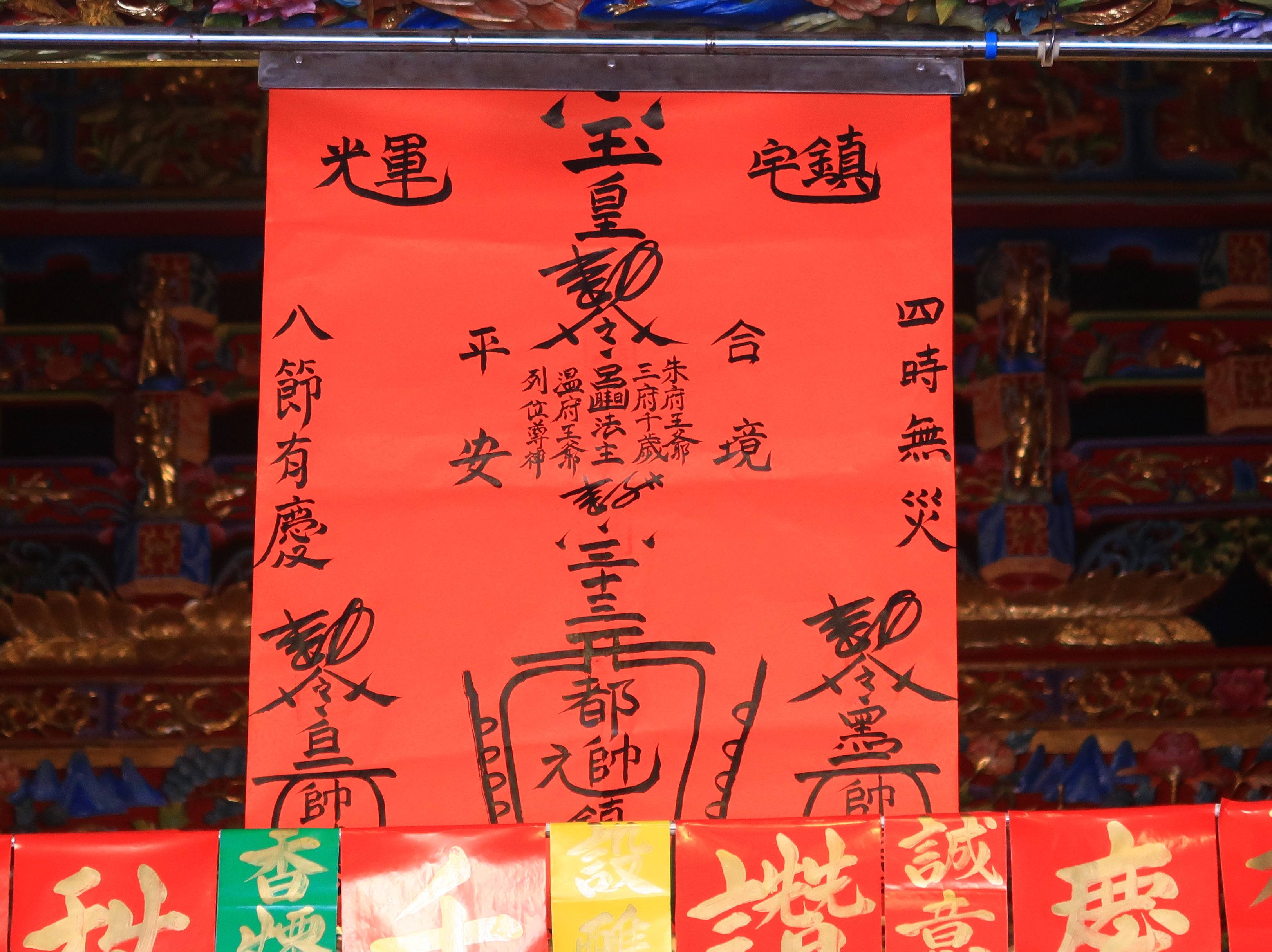
大符雷令（閭山派）
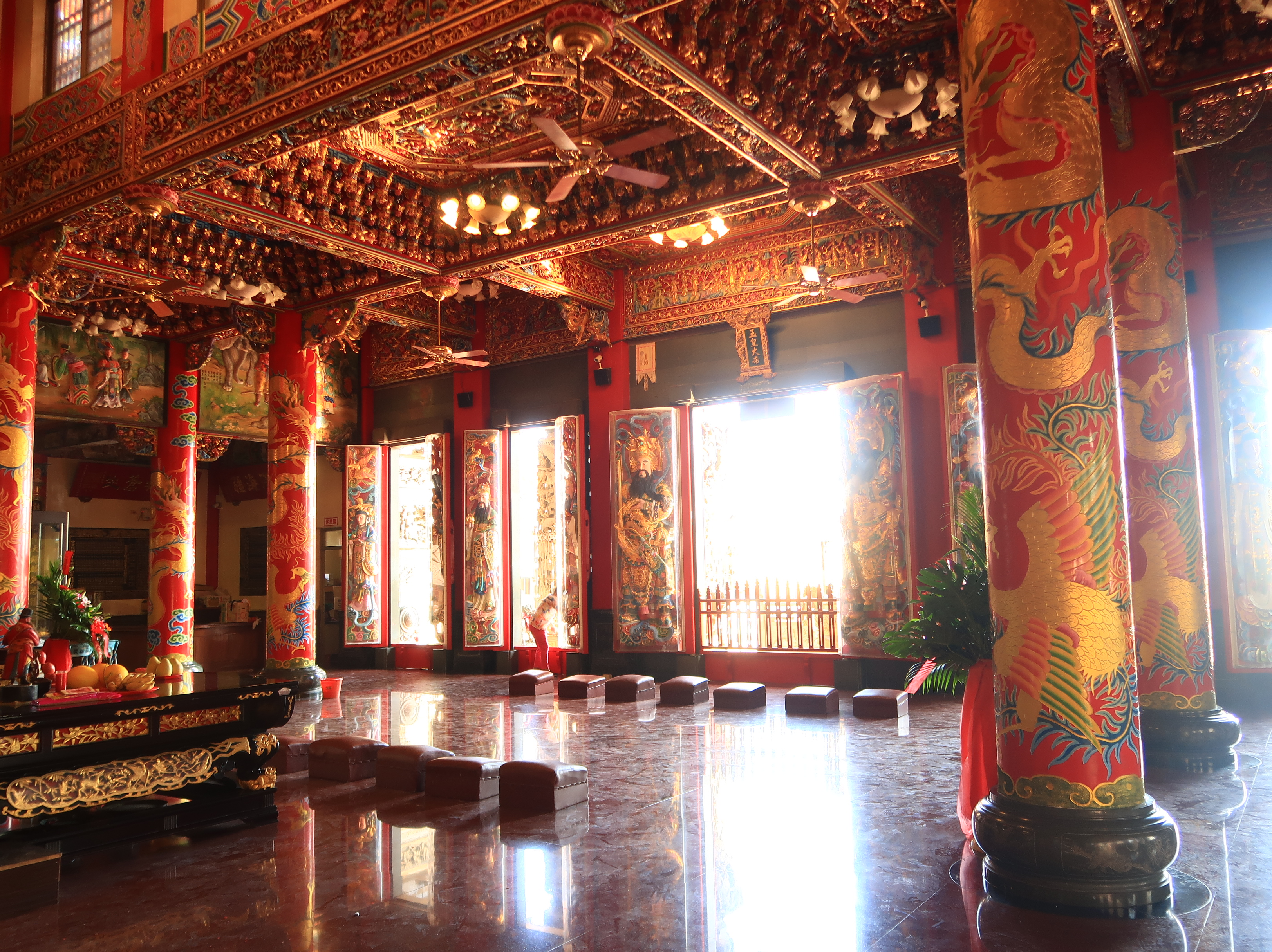
神明廳前殿
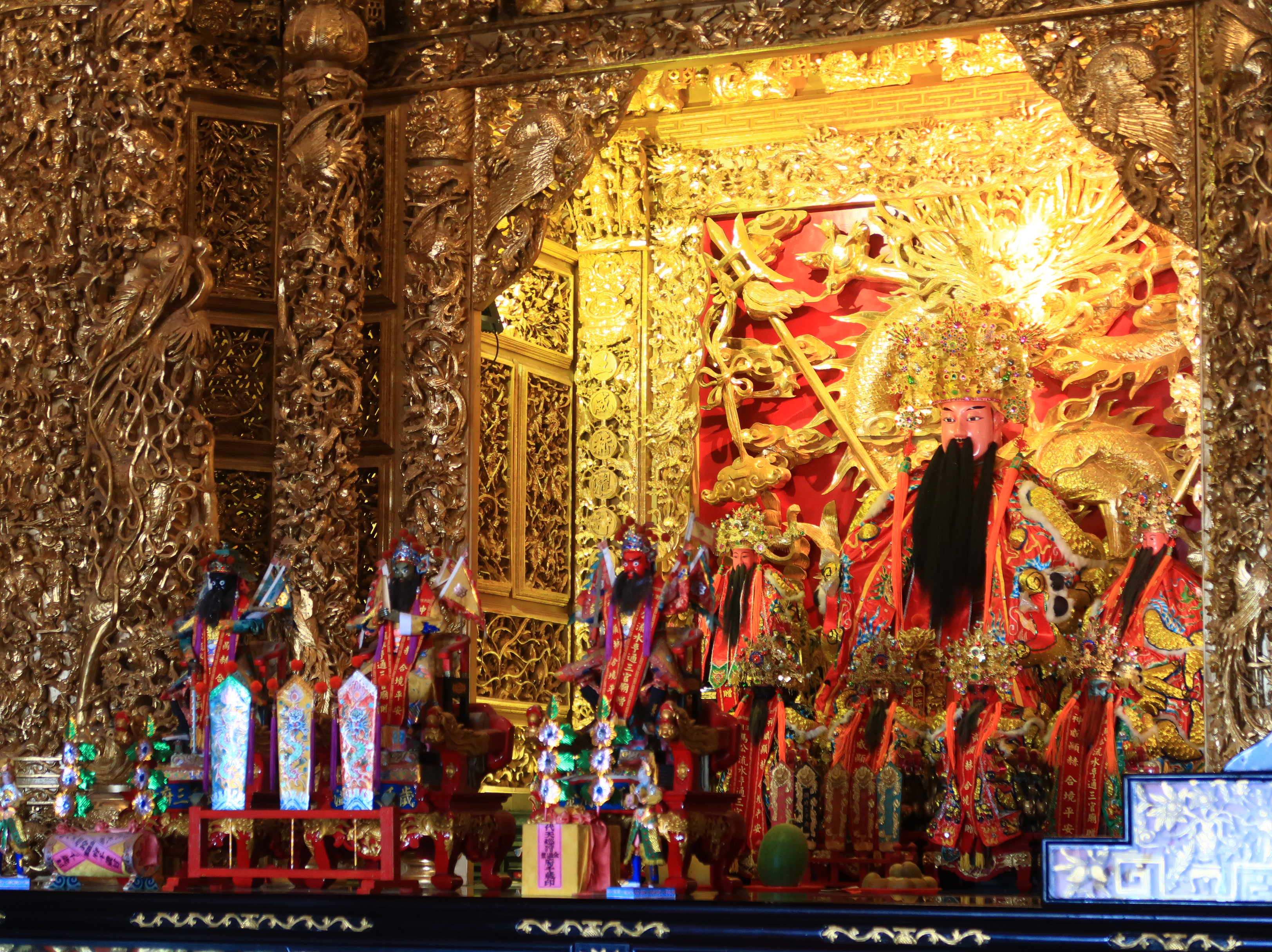
溫府王爺金身
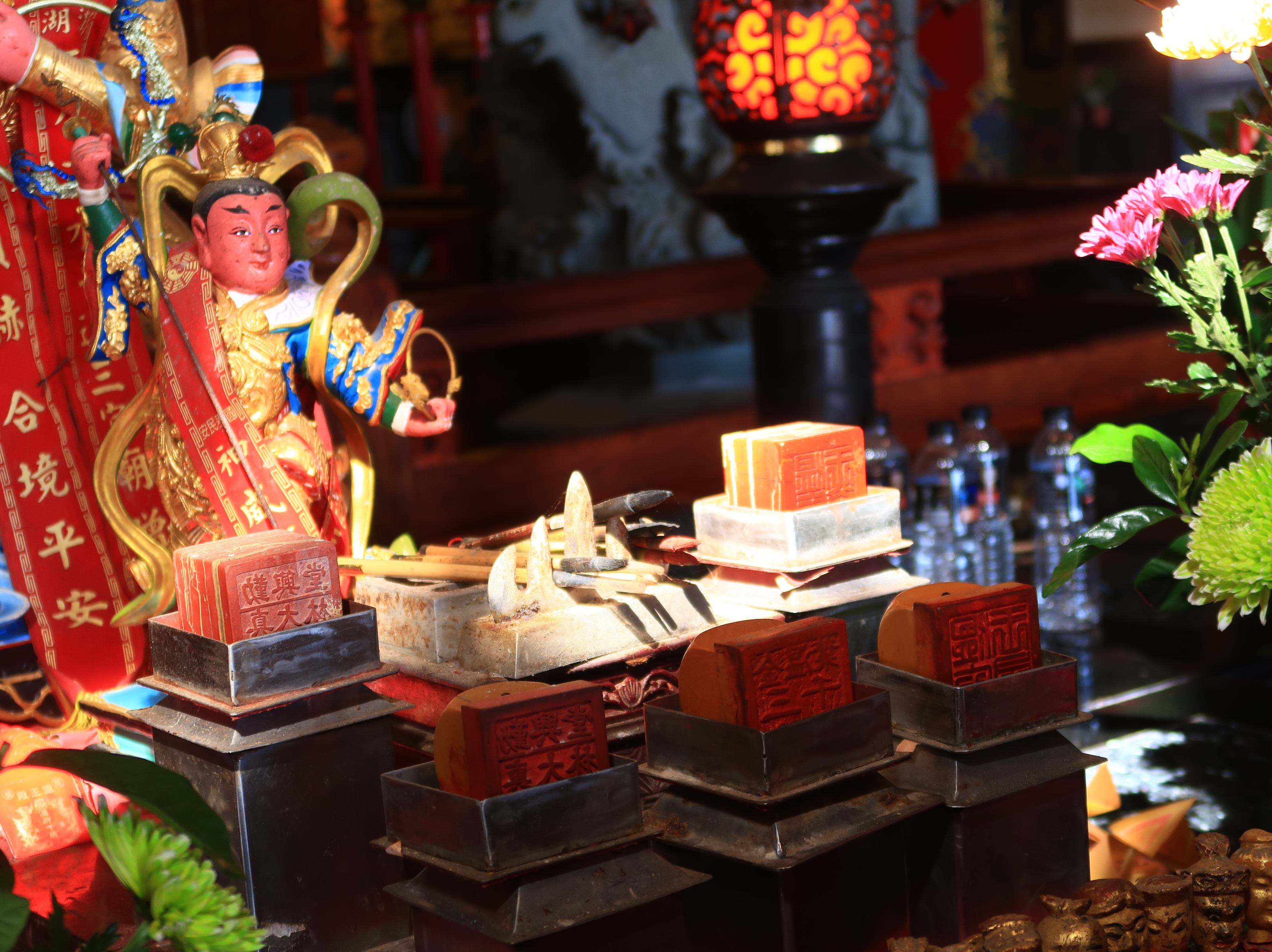
中壇元帥、符印
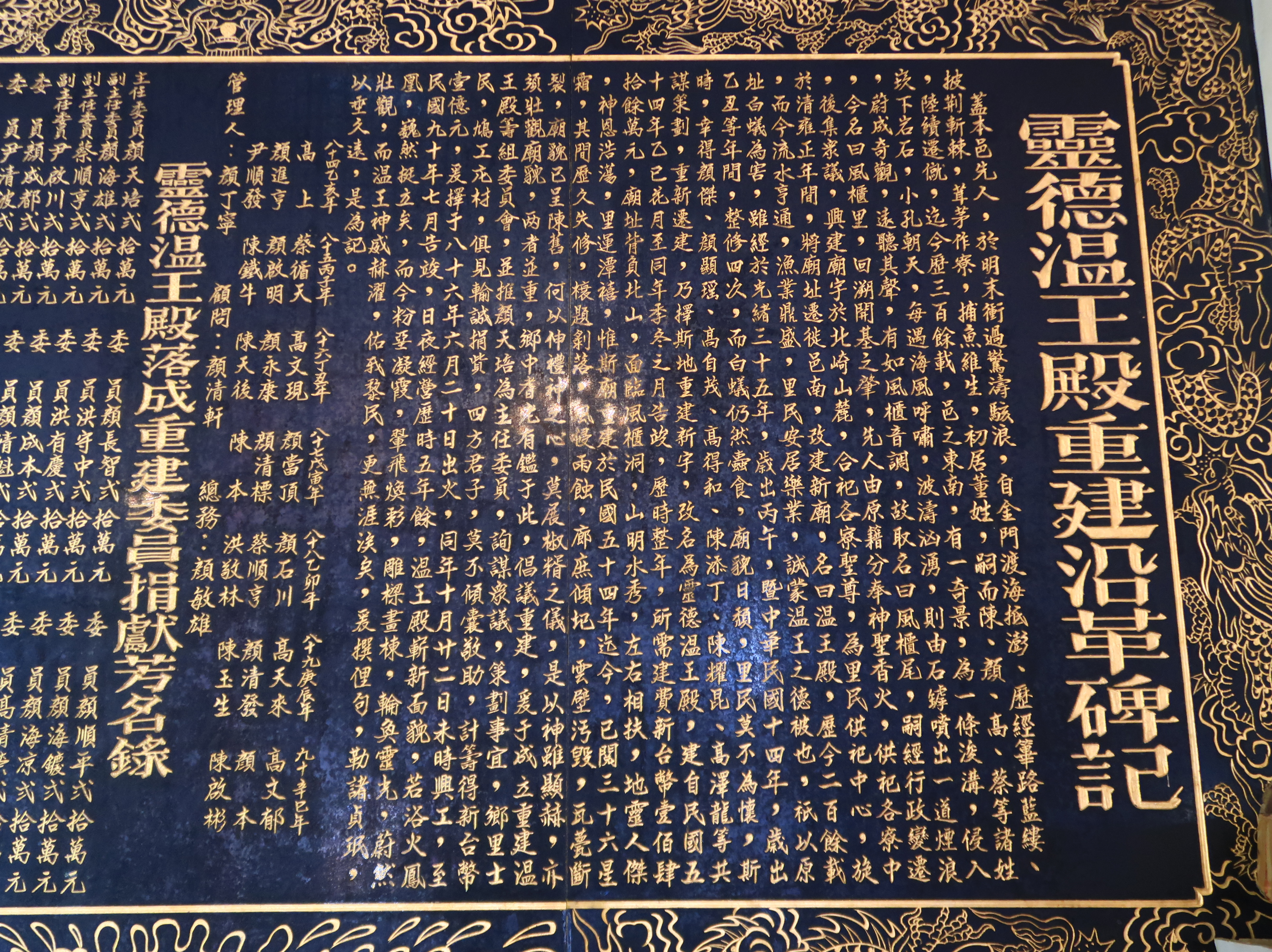
靈德溫王殿重建沿革碑記
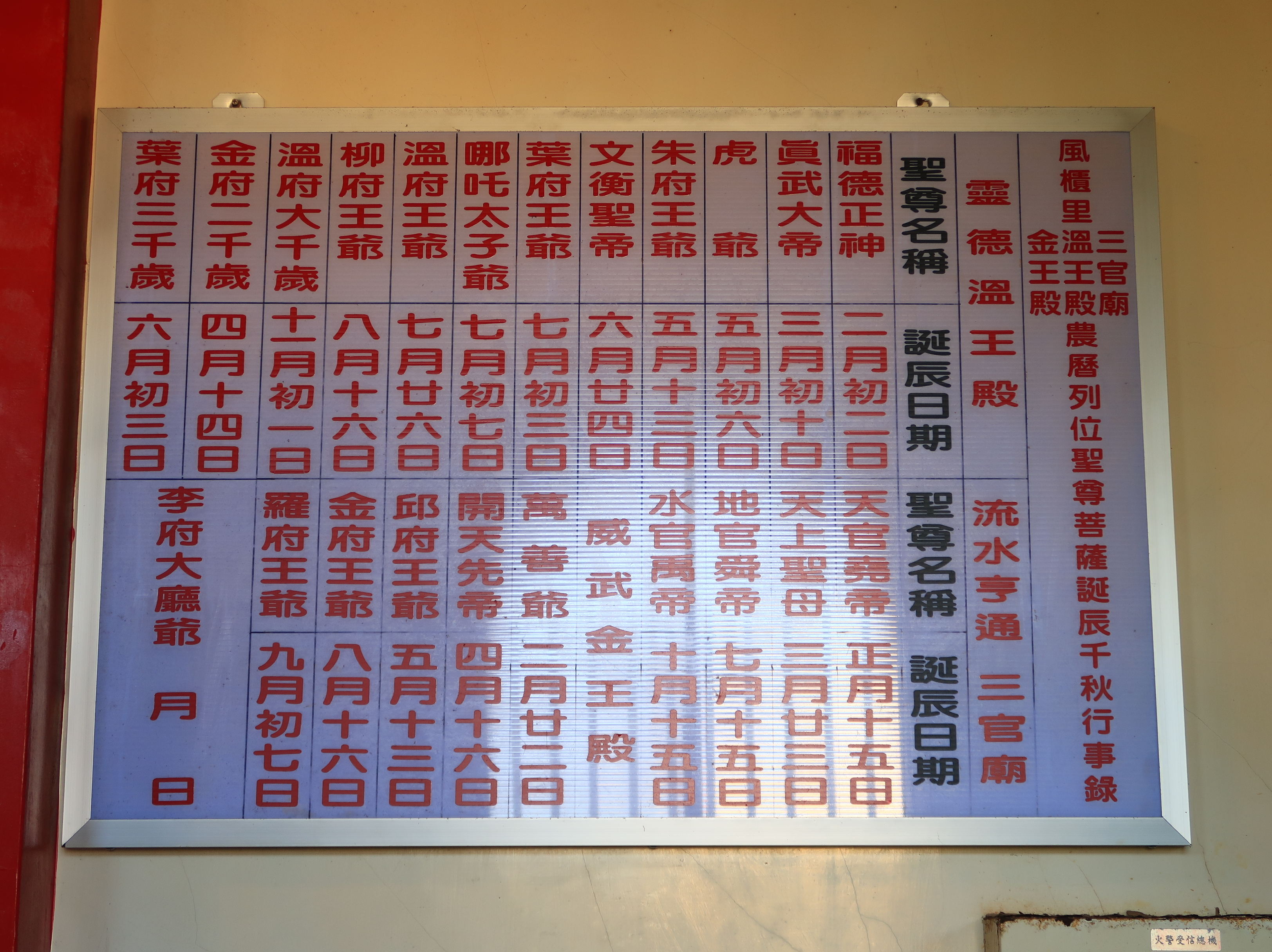
風櫃諸廟神誕日表

## 外部連結
- 風櫃溫王殿@武轎的Facebook專頁